# Stowarzyszenie SOS Wioski Dziecięce

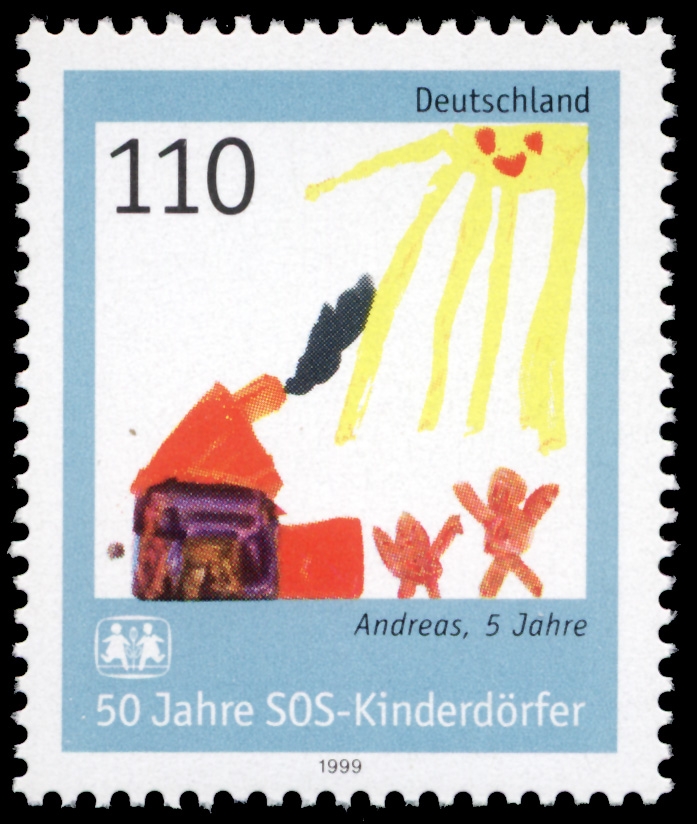
Znaczek Poczty Niemieckiej wydany w 50. rocznicę powstania pierwszej SOS Wioski Dziecięcej

Stowarzyszenie SOS Wioski Dziecięce – pozarządowa organizacja dobroczynna. Pomaga opuszczonym i osieroconym dzieciom. Działa w ponad 130 krajach, w Polsce jest organizacją pożytku publicznego.

## Historia
- 1949: Austriak Hermann Gmeiner wybudował razem z przyjaciółmi pierwszą SOS Wioskę Dziecięcą, która stała się domem dla sierot wojennych i opuszczonych dzieci (w Imst w Austrii). To był początek działalności SOS Wiosek Dziecięcych.
- 1960: projekt rozwijał się bardzo dynamicznie. Sieć Wiosek SOS składała się już z 10 placówek i stu rodzin, wspieranych regularnie przez milion darczyńców. SOS Wioski Dziecięce powstały w wielu europejskich krajach. W tym samym roku założone zostało biuro generalne SOS-Kinderdorf International w Strasburgu jako parasol organizacyjny dla Wiosek SOS, z Hermannem Gmeinerem jako pierwszym prezesem.
- W kolejnym dziesięcioleciu działalność organizacji wykroczyła poza Europę. Popularna kampania "Ziarnko Ryżu" pozwoliła zbudować pierwszą pozaeuropejską SOS Wioskę Dziecięcą w Deague, w Korei. Powstały pierwsze Wioski SOS w innych krajach Azji oraz w Ameryce Łacińskiej. Pod koniec lat 60. została zbudowana największa SOS Wioska Dziecięca w Go Vap w Wietnamie.
- 1970: SOS Wioski Dziecięce rozpoczęły działalność w Afryce. Do końca lat 70. powstało tam  30 Wiosek SOS.
- 1982: została otwarta Akademia Hermanna Gmeinera w Innsbrucku w Austrii, która stała się ośrodkiem szkoleniowym dla pracowników SOS z całego świata, miejscem spotkań międzynarodowych oraz centrum rozwoju koncepcji opieki nad dzieckiem i wychowania w SOS Wioskach Dziecięcych. W 1984 została założona pierwsza SOS Wioska Dziecięca w Polsce, w Biłgoraju.
- 1985: prezesem SOS Wiosek Dziecięcych został Helmut Kutin. Rok później, 26 kwietnia, zmarł Hermann Gmeiner. Zostawił w spadku dla świata dzieło obejmujące 233 SOS Wioski Dziecięce w 86 krajach.
- 1984: Otwiera się pierwsza w Polsce Wioska dziecięca w miejscowości Biłgoraj.
- 1995: SOS-Kinderdorf International uzyskało miano pozarządowej organizacji ze statusem doradcy przy „Ekonomiczno-Socjalnej Radzie Organizacji Narodów Zjednoczonych”.
- 1996: wraz z otwarciem pierwszej SOS Wioski Dziecięcej w Adelaide w Australii, działalność SOS-Kinderdorf International objęła wszystkie kontynenty świata.
- 2002: SOS Wioski Dziecięce otrzymały nagrodę im. Conrada N. Hiltona (Humanitarian Prize), przyznawaną organizacjom charytatywnym za szczególny wkład w działania ograniczające ludzkie cierpienie. Rozpoczęto także realizację programów pomocy SOS dla uchodźców Afgańskich w Pakistanie oraz dla byłych dzieci-żołnierzy w Północnej Ugandzie.
- 2009: obchodzona była 60. rocznicę założenia pierwszej SOS Wioski Dziecięcej w Imst.
- 2010: na świecie działa ponad 500 SOS Wiosek Dziecięcych w 132 krajach. Pod opieką Stowarzyszenia znajduje się 1 272 400 dzieci na całym świecie.

## Idea
Misją Stowarzyszenia SOS Wioski Dziecięce w Polsce jest niesienie pomocy wszystkim dzieciom pozbawionym opieki rodzicielskiej oraz zagrożonym jej utratą. Dla tych dzieci Stowarzyszenie tworzy rodzinne formy opieki zastępczej, zwane „SOS Wioskami Dziecięcymi”. Tam opuszczone i osierocone dzieci dostają rodzinę: mamę, tatę, miłość i bezpieczeństwo, czyli warunki, w których mogą się rozwijać. Szczególny nacisk SOS Wioski Dziecięce kładą na przygotowanie dzieci do samodzielnego życia. 
Stowarzyszenie prowadzi też projekty opieki krótkoterminowej, czyli Domy Czasowego Pobytu, które są bezpieczną przystanią dla dzieci oczekujących na decyzję sądu rodzinnego o ich ostatecznym miejscu pobytu. Ze wszystkich sił stara się także zapobiegać rozpadowi rodziny przez Programy Umacniania Rodziny.
Polscy darczyńcy wspierają także projekty w siostrzanych organizacjach SOS w Afryce: od 2016 roku w Kamerunie, od 2020 roku w Zimbabwe i od 2025 roku w Tanzanii.

## W Polsce

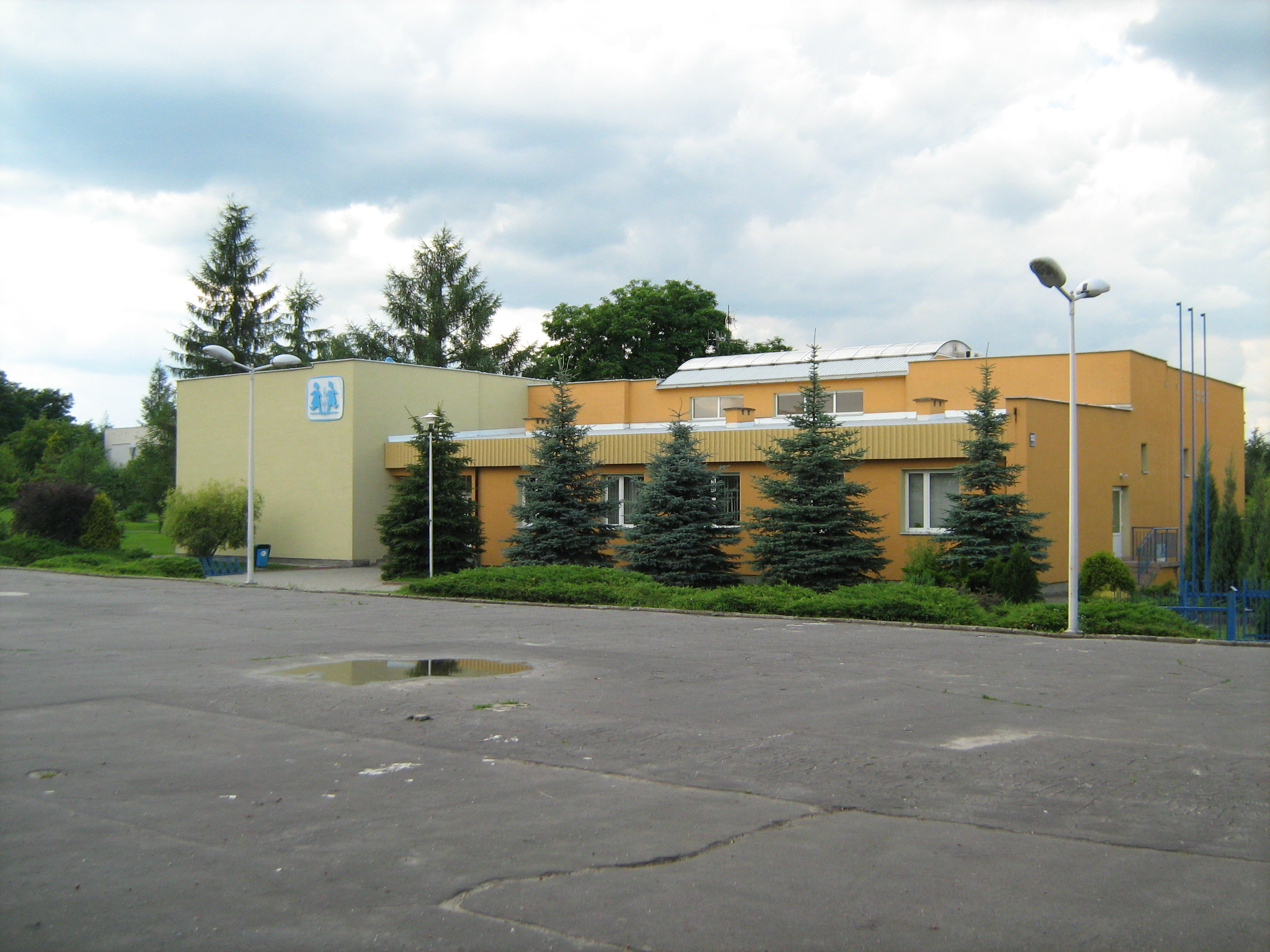
Jeden z budynków Wiosek Dziecięcych (Biłgoraj)

W Polsce funkcjonują 4 SOS Wioski Dziecięce: 
- od 1984 w Biłgoraju
- od 1992 w Kraśniku
- od 2000 w Siedlcach
- od 2005 w Karlinie

Oprócz Wiosek SOS od 1998 roku Stowarzyszenie prowadzi także Domy Młodzieży SOS, Wspólnoty Mieszkaniowe SOS dla młodzieży, Rodzinne Domy Czasowego Pobytu a także Ośrodki Wsparcia Dziennego na terenach wiejskich oraz Centra Specjalistyczne.
Od marca 2009 Stowarzyszenie SOS Wioski Dziecięce należy do Polskiej Koalicji Social Watch.
Ambasadorami Stowarzyszenia SOS Wioski Dziecięce w Polsce są: Anna Dereszowska, Natalia Kukulska, Anna Zielińska, Tomasz Michniewicz, Maria Dębska, Tomasz Wolny, Agata Wolny.